# Bodensee-Stiftung
Die Bodensee-Stiftung ist eine internationale Stiftung für Natur und Kultur mit Sitz in Radolfzell. Ziel ist die Sensibilisierung der Wirtschaft in der Bodenseeregion für eine umweltgerechte Entwicklung.
1994 entstand die Stiftung aus dem „Bodensee-Umweltschutzprojekt“ der Deutschen Umwelthilfe. Weitere Stifter sind die deutschen, österreichischen und Schweizer Umweltorganisationen Pro Natura Schweiz, World Wide Fund for Nature Schweiz, der österreichische Naturschutzbund, der Naturschutzbund Deutschland und der Bund für Umwelt und Naturschutz Deutschland. Die Bodensee-Stiftung koordiniert zudem den Umweltrat Bodensee, ein Zusammenschluss von knapp 20 regionalen Umwelt- und Naturschutzgruppen rund um den Bodensee.
Die Stiftung arbeitet projektorientiert zu verschiedenen Handlungsfeldern. Aktuelle Arbeitsschwerpunkte sind Unternehmen & Biologische Vielfalt, Energiewende, Landwirtschaft & Lebensmittel sowie Natur- & Gewässerschutz. Die Bodensee-Stiftung arbeitet dabei eng mit Akteuren aus Wirtschaft, Fachverwaltungen, Kommunen, Politik und weiteren Interessenvertretern zusammen. Die Bodensee-Stiftung vertritt die internationale Bodenseeregion als Gründungsmitglied im weltweiten Seenetzwerk Living Lakes sowie im vom Global Nature Fund organisierten Netzwerk Lebendige Seen Deutschland.